# Yeat
Noah Oliver Smith (Irvine, 26 de fevereiro de 2000), mais conhecido como Yeat, é um rapper, cantor, compositor e produtor musical americano.
Yeat ganhou popularidade em 2021 após o lançamento de suas mixtape 4L e Up To Më, que incluíam faixas como "Sorry Bout That" e "Monëy so big", que ganharam popularidade no TikTok. Ele ganhou mais reconhecimento após seu single "Gët Busy", lançado no final de 2021.

## Início de vida
Yeat nasceu em 26 de fevereiro de 2000 em Irvine, Califórnia, filho de pai mexicano e mãe romena. Ele se mudou para Portland, Óregon em sua adolescência e frequentou a Lakeridge High School. Depois de se formar, Yeat mudou-se para Nova Iorque para seguir sua carreira musical antes de retornar a Los Angeles, onde mora atualmente.

## Carreira

### 2018–2021: início de carreira
Yeat começou sua carreira em 2015, originalmente fazendo música com o nome Lil Yeat, mas os lançamentos foram deletados. Em 30 de junho de 2018, Yeat fez sua primeira aparição no canal do YouTube Elevator com sua faixa "Br!nk", com seu nome profissional atual. Yeat afirmou que criou o nome Yeat enquanto estava chapado e tentando encontrar uma palavra que soasse familiar para as pessoas. Ele lançou sua primeira mixtape, Deep Blue Strips em 20 de setembro de 2018. Em 21 de fevereiro de 2019, ele estreou o videoclipe de sua faixa "Stay Up" no Elevator.

### 2021–presente: sucesso viral,Up 2 Mëe2 Alivë
Yeat alcançou sucesso viral online por meio de plataformas como TikTok em meados de 2021. Yeat surgiu inicialmente após sua mixtape 4L, que foi lançada em 11 de junho. O projeto 4L incluiu notavelmente "Sorry Bout That" e "Money Twërk".
Em agosto, Yeat lançou o EP Trëndi que teve um sucesso crescente com as faixas "Mad Bout That" e "Fukit". Também em agosto, um trecho de sua música "Gët Busy" se tornou viral online, atraindo considerável atenção da mídia e dos fãs após seu lançamento. A música foi particularmente citada pelos meios de comunicação por um trecho específico dela. Os rappers Drake e Lil Yachty também fizeram referência ao trecho.
Em 10 de setembro, Yeat lançou seu álbum Up 2 Më através de um acordo de distribuição de um álbum com a gravadora Interscope Records. O álbum recebeu uma recepção em geral positiva dos críticos de música. Após o término deste contrato com a Interscope, Yeat cumpriu uma promessa que fez a Zack Bia, assinando com a Field Trip Records em uma joint venture com a Geffen Records.
Em 22 de janeiro de 2022, Up 2 Më estreou na Billboard 200, alcançando o número 183. Também em janeiro, Yeat anunciou a data de lançamento de seu próximo álbum 2 Alivë para meados de fevereiro. Sua música "U Could Tëll" foi apresentada em um episódio do programa Euphoria, que estreou em fevereiro.
Ele lançou o single "Still Countin" em 11 de fevereiro, ao lado de um videoclipe dirigido por Cole Bennett. Em 18 de fevereiro, Yeat lançou seu álbum de estreia, 2 Alivë, através da Field Trip, Twizzy Rich e Geffen Records. Ele estreou no número 6 na Billboard 200 com cerca de 36 000 unidades vendidas, tornando-se o seu projeto de maior sucesso nas paradas.

## Estilo musical
Yeat começou a fazer música que tinha vocais infundidos com Auto-Tune. Em 2021, ele fez a transição para um estilo que usava "rage beats", que se tornou uma "tendência" no SoundCloud após o lançamento de Whole Lotta Red de Playboi Carti. Ele também adotou um estilo de rap melódico que foi comparado com Playboi Carti, Future e Young Thug. Yeat afirmou que os dois últimos são algumas de suas maiores inspirações.
Yeat também foi notado por empregar uma linguagem única em sua música, criando improvisos e frases como "twizzy" e "luh geeky", e referenciando com frequência Tonka em suas letras.

## Discografia

### Álbuns de estúdio
| Título  | Detalhes do álbum | Melhores posições nas paradas | Melhores posições nas paradas |
| Título  | Detalhes do álbum | US                            | CAN                           |
| ------- | --- | ----------------------------- | ----------------------------- |
| Up 2 Më | - Lançamento: 10 de setembro de 2021 - Gravadora: TwizzyRich - Formatos: Download digital, streaming                      | 58                            | 81                            |
| 2 Alivë | - Lançamento: 18 de fevereiro de 2022 - Gravadora: Field Trip, Geffen, TwizzyRich - Formatos: Download digital, streaming | 6                             | 19                            |

### Mixtapes
| Título       | Detalhes da mixtape                                                                                        |
| ------------ | --- |
| Wake Up Call | - Lançamento: 9 de janeiro de 2019 - Gravadora: Stream Cut - Formato: Download digital, streaming          |
| I'm So Me    | - Lançamento: 3 de janeiro de 2020 - Gravadora: Mega Millions Music - Formato: Download digital, streaming |
| Alivë        | - Lançamenmto: 2 de abril de 2021 - Gravadora: TwizzyRich - Formato: Download digital, streaming           |
| 4L           | - Lançamento: 10 de junho de 2021 - Gravadora: TwizzyRich - Formato: Download digital, streaming           |

### Extended plays
| Títulos            | Detalhes dos EPs                                                                                    |
| ------------------ | --------------------------------------------------------------------------------------------------- |
| Deep Blue Strips   | - Lançamento: 20 de setembro de 2018 - Gravadora: Stream Cut - Formato: Download digital, streaming |
| Different Creature | - Lançamento: 18 de julho de 2019 - Gravadora: Stream Cut - Formato: Download digital, streaming    |
| We Us              | - Released: April 18, 2020 - Gravadora: Independente - Formato: Download digital                    |
| Hold Ön            | - Lançamento: 11 de setembro de 2020 - Gravadora: Independente - Formato: Download digital          |
| Trëndi             | - Lançamento: 5 de agosto de 2021 - Gravadora: Twizzy Rich - Formato: Download digital, streaming   |

### Singles nas paradas
| Título          | Ano  | Melhores posições nas paradas | Álbum   |
| Título          | Ano  | NZ Hot                        | Álbum   |
| --------------- | ---- | ----------------------------- | ------- |
| "Gët Busy"      | 2021 | —                             | Up 2 Më |
| "Still Countin" | 2022 | 26                            | 2 Alivë |

### Outras músicas nas paradas
| Título                     | Ano  | Melhores posições nas paradas | Melhores posições nas paradas | Melhores posições nas paradas | Melhores posições nas paradas | Álbum   |
| Título                     | Ano  | US                            | US R&B /HH                    | CAN                           | NZ Hot                        | Álbum   |
| -------------------------- | ---- | ----------------------------- | ----------------------------- | ----------------------------- | ----------------------------- | ------- |
| "Monëy So Big"             | 2022 | 95                            | 36                            | 88                            | —                             | Up 2 Më |
| "Poppin"                   | 2022 | 91                            | 35                            | —                             | 17                            | 2 Alivë |
| "Outsidë" (com Young Thug) | 2022 | —                             | —                             | —                             | —                             | 2 Alivë |
| "Rackz Got Më" (com Gunna) | 2022 | —                             | 44                            | —                             | 38                            | 2 Alivë |